# Ablaut
Ablaut (auch Apophonie) wird ein regelmäßiger Wechsel des Vokals innerhalb etymologisch zusammengehöriger (wurzelverwandter) Wörter oder Wortteile in den indogermanischen Sprachen genannt. Der Begriff wurde 1819 von Jacob Grimm in die Sprachwissenschaft zur Bezeichnung des regelmäßigen Wechsels im Stammvokal bei der Flexion der germanischen starken Verben eingeführt (er wurde vereinzelt schon früher ähnlich verwendet, allerdings noch nicht als klar umrissener Fachbegriff).
Es wird zwischen qualitativem Ablaut (Wechsel der Vokalfärbung) und quantitativem Ablaut (Wechsel der Vokallänge) unterschieden. Die Bezeichnung für die Ablautstufen ist nicht einheitlich. In der Regel unterscheidet man beim indogermanischen Ablaut zwischen drei Stufen:
- Vollstufe (auch Grundstufe oder Normalstufe)
- Dehnstufe (auch Langstufe)
- Nullstufe (auch Schwundstufe oder Reduktionsstufe).

## Ablaut im Indogermanischen
Nach gängiger Auffassung enthielten die meisten urindogermanischen Wurzeln (z. B. *bʰer 'bringen', *dewk 'führen' oder *peh₃ 'trinken') */e/ als Wurzelvokal. Außerdem hätten alle uridg. Wurzeln einen Initialkonsonanten aufgewiesen, so dass z. B. **ed ‚essen‘, **es ‚sein‘, **ag̑ ‚treiben‘ oder **okʷ ‚sehen‘ ausgeschlossen gewesen seien. Ferdinand de Saussure begründete die Laryngaltheorie, gemäß der – in einer späteren weiterentwickelten Version – Laryngale durch Umfärbung des ursprünglichen */e/ bewirkten, dass in der Grundsprache neben */e/ auch */a/ und */o/ entstanden seien. Die phonetische Realisierung der Laryngale ist – wie generell auch der sonstigen Phoneme, vgl. die Glottalhypothese – nicht völlig klar (sie werden daher durch Indexzahlen unterschieden); es können aber für *h₁ */h/ oder */ç/ (ich-Laut), für *h₂ */x/ (ach-Laut) und für *h₃ */γw/ (stimmhaft und mit Lippenrundung) zumindest näherungsweise angenommen werden. Dabei färbt *h₁ nicht um (*h₁ed 'essen', *h₁es 'sein'), *h₂ bewirkt Umfärbung zu */a/ (h₂eg̑ 'treiben' > h₂ag̑) und *h₃ bewirkt Umfärbung zu */o/ (h₃ekʷ 'sehen' > h₃okʷ). Nach vollzogener Umfärbung und Dehnung (wenn sie nach dem umgefärbten Vokal stehen; *peh₃ 'trinken' > pō) schwinden die konsonantischen Laryngale mit Ausnahme von *h₂ im Anatolischen (> heth. ḫ bzw. ḫḫ; im Anlaut ist auch *h₃ erhalten) in allen Sprachen phonetisch spurlos. Sie bleiben jedoch häufig erhalten, wenn sie in der Nullstufe zwischen zwei Konsonanten (meist Plosiven) stehen und in dieser Position sehr oft zu Schwas vokalisiert werden (h₁ > ǝ₁, auch h̥₁, h₂ > ǝ₂, auch h̥₂, und h₃ > ǝ₃, auch h̥₃). Diese Schwas erscheinen einzelsprachlich gewöhnlich als -a-, indoiranisch jedoch als -i- (‚Vater' also, mit grundsprachlicher Anlautabfolge *pǝ₂t-, deutsch mit Anlautabfolge Vat-, lateinisch mit Anlautabfolge pat- und altindisch mit Anlautabfolge pit-). Eine außergewöhnliche Besonderheit bei dieser Vokalisierung findet sich im Griechischen, wo in dieser Stellung regelhaft stets *-ǝ₁- als -ε-, *-ǝ₂- als -α- sowie *-ǝ₃- als -ο- fortgesetzt sind (*dʰǝ₁-tó- > ϑετός ‚gestellt‘, dǝ₃-tó- >  δοτός ‚gegeben‘; ‚Vater‘ mit grundsprachlicher Anlautabfolge *pǝ₂t- > πατ-).
Ist das */e/ unverändert erhalten, spricht man von der -e-Vollstufe. Wenn ein ursprünglich erwartetes */e/ in der indogermanischen Grundsprache nicht akzentuiert war, schwand es; der entsprechende Wortbestandteil stand dann in der Nullstufe (3.Sg. *h₁és -ti 'er ist', 3.Pl. *h₁ s- énti 'sie sind'; es entstehen die so genannten „starken“ und „schwachen“ Teilstämme). Neben der Nullstufe gab es die Dehnstufe */ē/ (vgl. im Folgenden die Bemerkungen zu Nartenisierung und Aufstufung). Die Ablautreihe Nullstufe – Vollstufe – Dehnstufe bezeichnet man auch als quantitativen Ablaut. Als qualitative Ablautvarianten existierten die -o-Abtönungen zu */o/ bzw. */ō/ (zur Ablautsituation „-o- wenn -e unter Nichtakzent“ vgl. im Folgenden). Tragen */o/ bzw. */ō/ den Akzent (also */ó/ bzw. */ṓ/), liegt eine Erscheinung vor, die als „sekundäre -ó- und -ṓ-Aufstufung“ unter folgenden Prämissen und Bedingungen beschrieben werden kann:
Mit Ausnahme deskriptiv präzise erfassbarer Ablauterscheinungen z. B. im Bereich der Endungen, des Themavokals oder analogischer Einflüsse folgt die grundsprachliche Akzent-Ablaut-Zuordnung stets der Regel „-é- unter Akzent, Null unter Nichtakzent, -o- wenn -e- (sekundär) unter Nichtakzent (diese Ablautsituation entsteht z. B. in vielen ursprünglichen reduplizierten Verbalbildungen, bei nominalen Komposita und Zusammenrückungen, in unbetonten vollstufigen nominalen Suffixen bei Wurzelbetonung oder in Wortformen, die im Verlaufe ihrer evolutiven Entwicklung – etwa durch Anaptyxe oder sonstige Ausspracheerleichterungen – zwei Mal die Vollstufe erhalten)“. Ein Wurzelnomen wie *péd 'Fuß' (dieser „starke“ Teilstamm ist so noch ursprünglich erhalten in lat. Akk.Sg. pedem < *péd -m̥ 'den Fuß', lat. Nom.Pl. pedēs 'Füße' < *péd (+ -éy-) -es und lat. Abl.Sg. pede < Lok.Sg. *péd + -i) gestaltet aus aussprachetechnischen Gründen (dieser Vorgang der Einführung eines -é- in den „schwachen“ Teilstamm heißt „Nartenisierung“ nach Johanna Narten) seinen erwarteten „schwachen“ Teilstamm *p d-´ entweder zu *péd- oder zu *p d-é- um. Dabei wird *p d-é- als noch nicht ausreichend empfunden und nochmals zu entweder *péd-e- oder ped-é- nartenisiert, woraus aufgrund der Akzent-Ablaut-Zuordnung *péd-o- bzw. pod-é- entstehen. Die Einzelsprachen beseitigen in der Regel den entstehenden Pleonasmus und wählen auf verschiedene Weise eine Form aus (z. B. das Lateinische die Variante mit -é- der Wurzel und das Griechische die Variante mit -o- der Wurzel) und geben die jeweils andere auf. Werden die entstehenden Ablautvarianten zur Bedeutungsunterscheidung benötigt, werden sie beibehalten (lat. -sēns 'seiend, -wesend': sōns 'schuldig'; egtl. 'der, der's ist'; nhd. Fuß mit der -ṓ-Variante (vgl. im Folgenden die Erläuterungen zur Aufstufung), aber Fessel mit der -é-Variante); im Verbalbereich werden (unter den beschriebenen Bedingungen) die -é-Variante regelhaft als „Normalverb“ (z. B. *h₁éd-o- als Basis für nhd. 'esse') und die -o-Variante regelhaft als „Kausativ-Iterativ“ (z. B. *h₁od-é- (+-yo-) als Basis für nhd. 'ätze'; egtl. 'lasse essen') fortgeführt.
Das außergewöhnlich häufige (nur scheinbar der ursprünglichen Akzent-Ablaut-Zuordnung widersprechende) Vorkommen betonter -o-Stufen (also -ó- und -ṓ-Stufen) in nominalen und verbalen „starken“ Teilstämmen ist darauf zurückzuführen, dass „schwache“ Teilstämme (hauptsächlich mit -o-Stufe, aber auch mit -é-Stufe oder Nullstufe) in der Lage sind, sich einen individuell genau zu ihnen passenden und auf sie zugeschnittenen „starken“ Teilstamm neu (= dann sekundär) hinzu zu bilden („Dominanz des ‚schwachen‘ Teilstamms“). Die verwendeten Aufstufungsvokale im erneuerten „starken“ Teilstamm können -ḗ- (mit dann vollständiger Nartenisierung z. B. in lat. pēs 'Fuß'), -ó- und -ṓ- (z. B. im griechischen Paradigma des Fuß-Worts, aber auch im Verbalbereich im esse-Wort armen. owtem 'ich esse' < *h₁ṓd + -o- oder in lat. sōpiō 'ich schläfere ein' < *swṓp + -yo-), „Null“ (bei Wurzelnomina) oder auch Resonantendehnungen (griech. „schwach“ δείκνῠ-, aber „stark“ δείκνῡ- 'zeigen') sein. Im Verbalbereich entwickelt sich die  -ó-Aufstufung bei der Bildung verbaler „starker“ Teilstämme zu einer festen Regel, z. B. beim -ó-stufigen Perfekt oder bei anatolischen ḫi-Verben (heth. daii 'er stellt' < *dʰ h₁-óy -ey mit -ó-Aufstufung im Suffix, gebildet von „schwach“ *dʰ h₁- i -énti > heth. tii̯anzi 'sie stellen' aus). Dieser „schwache“ Teilstamm ist in seiner regelhaften Thematisierung (*dʰ h₁- i -énti > *dʰ h₁- i -ó-nti) fortgesetzt in latein. fiunt 'sie werden gemacht' (mit -k̑-Erweiterung der Wurzel in lat. faciunt 'sie machen') und im altind. Passiv dhīyánte 'sie werden gestellt', das mit dem Mittel der -ó-Aufstufung (in der Wurzel; nur 3.Sg.) ein athematisches Imperfekt *(h₁)é *dʰóh₁-i bildet, das als Passivaorist verwendet wird (altind. ádhāyi 'wurde gestellt').
Der auf diese Weise entstandene Ablaut lässt sich gut an den verbalen Ablautreihen (Präsens-Aorist-Perfekt) zeigen, z. B. bei der uridg. Wurzel *leykw 'verlassen':
Für das Präsens wird die Vollstufe verwendet: An die Wurzel *leykw 'verlassen' (plus ein Primärsuffix) wird direkt die Endung angehängt. Der Aorist hinwieder verlangt die Nullstufe: *likw, sodass (plus Augment und Endung) die Form *é + likw-ó-m 'ich verließ' entsteht. Das Perfekt wird mittels o-Vollstufe gebildet: *loykw, sodass (plus Reduplikation und Endung) die Form *le-lóykw-h₂e 'ich habe verlassen' angesetzt wird.
Diese Ablautreihe ist direkt fortgesetzt beispielsweise im Griechischen: λείπω, ἔλιπον, λέλοιπα (transkribiert leípō, élipon, léloipa)

## Ablaut bei den deutschen bzw. germanischen Verben
Im Germanischen dient bei den (neueren) sogenannten schwachen Verben ein Dentalsuffix (z. B. -t- im Deutschen, -ed im Englischen) zur Markierung des Präteritums und des Partizips II. Beispiel aus dem Deutschen:
loben, der Stammvokal ändert sich bei der Vergangenheitsbildung nicht: loben, lobte, gelobt.
Bei den (älteren) starken Verben dagegen tritt ein weitgehend regelmäßiger Ablaut auf, das heißt, dort ändern sich die Hauptvokale bei der Konjugation. Noch heute sind die Ablautverhältnisse im Deutschen gut erkennbar. Beispiel:
singen, Vollstufe (das germanische */i/ geht hier auf das */é/ im indogermanischen Präsens zurück), sang: o-Abtönung (das */-ó-/ aus altem Perfekt (das im Germanischen als Präteritum umgedeutet wurde) wurde zum */a/; vergleiche acht versus lat. octō aus grundsprachlich *ok̑tṓ), gesungen: Nullstufe (/un/ aus silbischem */ņ/)
trinken, der Vokal ändert sich bei der Vergangenheitsbildung: trinken, trank, getrunken.
Es gibt im Germanischen sieben Ablautreihen, innerhalb deren ein Vokal nach einer jeweils festen Regel ablautet (der ursprüngliche Grund dafür sind u. a. die nachfolgenden Konsonanten). Im Deutschen sind alle sieben Ablautgruppen bis heute erhalten, wobei manche Verben im Laufe der Sprachgeschichte auch ihre Ablautgruppe gewechselt haben, oder schwach geworden sind, z. B. wird das Verb backen im Norddeutschen heute überwiegend schwach gebeugt (backen – backte – gebackt), während im Oberdeutschen noch öfter starkes Präteritum und Partizip II (backen – buk – gebacken) zu finden sind.
| Übersicht der Ablautreihen (moderne Reihenfolge) und Ablautstufen (urgermanischer Lautstand) | Übersicht der Ablautreihen (moderne Reihenfolge) und Ablautstufen (urgermanischer Lautstand) | Übersicht der Ablautreihen (moderne Reihenfolge) und Ablautstufen (urgermanischer Lautstand) | Übersicht der Ablautreihen (moderne Reihenfolge) und Ablautstufen (urgermanischer Lautstand) | Übersicht der Ablautreihen (moderne Reihenfolge) und Ablautstufen (urgermanischer Lautstand) | Übersicht der Ablautreihen (moderne Reihenfolge) und Ablautstufen (urgermanischer Lautstand) |
|                                                                                              | Vollstufe                                                                                    | Dehnstufe                                                                                    | abgetönte Vollstufe                                                                          | abgetönte Dehnstufe                                                                          | Schwundstufe                                                                                 |
| -------------------------------------------------------------------------------------------- | -------------------------------------------------------------------------------------------- | -------------------------------------------------------------------------------------------- | -------------------------------------------------------------------------------------------- | -------------------------------------------------------------------------------------------- | -------------------------------------------------------------------------------------------- |
| Stammvokal                                                                                   | e                                                                                            | ē                                                                                            | o                                                                                            | ō                                                                                            | -                                                                                            |
| 1. Reihe: + i                                                                                | e + i                                                                                        | ē + i                                                                                        | o + i                                                                                        | ō + i                                                                                        | i                                                                                            |
| 2. Reihe: + u                                                                                | e + u                                                                                        | ē + u                                                                                        | o + u                                                                                        | ō + u                                                                                        | u                                                                                            |
| 3. Reihe: + Nasal/Liquid + Konsonant                                                         | e + Nasal/Liquid + Konsonant                                                                 | ē + Nasal/Liquid + Konsonant                                                                 | o + Nasal/Liquid + Konsonant                                                                 | ō + Nasal/Liquid + Konsonant                                                                 | (silbischer) Nasal/Liquid + Konsonant                                                        |
| 4. Reihe: + Nasal/Liquid                                                                     | e + Nasal/Liquid                                                                             | ē + Nasal/Liquid                                                                             | o + Nasal/Liquid                                                                             | ō + Nasal/Liquid                                                                             | (silbischer) Nasal/Liquid                                                                    |
| 5. Reihe: + Konsonant außer Nasal/Liquid                                                     | e + Konsonant außer Nasal/Liquid                                                             | ē + Konsonant außer Nasal/Liquid                                                             | o + Konsonant außer Nasal/Liquid                                                             | ō + Konsonant außer Nasal/Liquid                                                             | nicht möglich                                                                                |
| 6. Reihe: a/o-Ablaut statt e/o-Ablaut (möglicherweise vorindogermanisches Substrat)          |                                                                                              |                                                                                              |                                                                                              |                                                                                              |                                                                                              |
| 7. Reihe: ehemals reduplizierende Verben                                                     |                                                                                              |                                                                                              |                                                                                              |                                                                                              |                                                                                              |

Beispiele für Verben der einzelnen Ablautreihen:
1. Ablautreihe des Deutschen: ei – i/ie – i/ie
- beißen – biss – gebissen
- schreiben – schrieb – geschrieben
- schneiden – schnitt – geschnitten

2. Ablautreihe des Deutschen: ie – o – o
- biegen – bog – gebogen
- bieten – bot – geboten
- fliegen – flog – geflogen
- frieren – fror – gefroren
- wiegen – wog – gewogen

alternativ: au – o – o
- saugen – sog – gesogen
- saufen – soff – gesoffen

3. Ablautreihe des Deutschen: e/i – a – o/u
- singen – sang – gesungen
- schwimmen – schwamm – geschwommen
- sterben – starb – gestorben
- helfen – half – geholfen

4. Ablautreihe des Deutschen: e/o – a – o
- kommen – kam – gekommen
- nehmen – nahm – genommen

5. Ablautreihe des Deutschen: e/i – a – e
- lesen – las – gelesen
- liegen – lag – gelegen
- sitzen – saß – gesessen

6. Ablautreihe des Deutschen: a – u – a
- tragen – trug – getragen
- graben – grub – gegraben
- backen – buk – gebacken

alternativ: ö – o – o
- schwören – schwor – geschworen

7. Ablautreihe des Deutschen: ei/au/ō/a/ū – i – ei/au/ō/a/ū
- heißen – hieß – geheißen
- hauen – hieb – gehauen
- stoßen – stieß – gestoßen
- fangen – fing – gefangen
- fallen – fiel – gefallen
- schlafen – schlief – geschlafen
- rufen – rief – gerufen

Beim Erlernen der mittelhochdeutschen und althochdeutschen Sprache kommt der Beschäftigung mit den Ablaut-Reihen eine besonders wichtige Bedeutung zu.
Der Ablaut geht auf die urindogermanische Sprache zurück. Im Urgermanischen wurde er systematisch zur Bildung der Stammformen der Verben produktiv, was man heute noch sprachübergreifend beobachten kann, z. B.
deutsch:
- stehlen – stahl – gestohlen
- geben – gab – gegeben

niederländisch:
- stelen – stal – gestolen
- geven – gaf – gegeven

englisch:
- steal – stole – stolen
- give – gave – given

isländisch:
- stela – stal – stolið
- gefa – gaf – gefið

gotisch:
- stilan – stâl – stelun – stulans
- giban – gâf – gebun – gibans

Zu beobachten ist dabei das gleichartige, meist aber nicht genau gleiche Ablautreihen-System (da es zu unterschiedlichen Lautverschiebungen kam). Das Schriftbild hält ältere Formen oft lange aufrecht, die sich in der gesprochenen Sprache bereits geändert haben.
Die Kenntnis der historischen Entwicklungen des Ablauts kann oft helfen, scheinbar zufällige Unregelmäßigkeiten zu erklären. Beispielsweise hat das Verb „sein“ im Lateinischen die Formen est (er/sie/es ist) und sunt (sie sind), die den verwandten deutschen Formen stark ähneln. Der Unterschied zwischen Singular und Plural in beiden Sprachen lässt sich einfach erklären: die urindogermanische Wurzel beider Verben ist *h1es-. In der indogermanischen Ursprache wurde der Stammvokal im Plural weggelassen (sog. Nullstufe des Ablauts), was aus *h1és-ti für ist zu *h1s-énti für sind führte (lat. sunt < *h1s-ó-nti; das lat. Verb ist in der 1.Sg., 1.Pl. und 3.Pl. thematisiert).
Auch in der Wortbildung spielt der Ablaut eine Rolle, so sind im Deutschen die Substantive Band und Bund Ableitungen des Verbs binden. Diese sogenannte implizite Derivation ist heute allerdings nicht mehr produktiv.
Strikt vom Ablaut zu trennen ist der im West- und Nordgermanischen verbreitete Umlaut (z. B. deutsch Maus – Mäuse, Mäuslein; fahren – fährt), da dieser durch die lautliche Umgebung verursacht worden ist, z. B. durch ein in der folgenden Silbe stehendes -i/j-. Er ist eine wesentlich jüngere Erscheinung als der indogermanische Ablaut, weshalb auch keinerlei systematischer oder historischer Zusammenhang mit dem Wechsel in den Ablautreihen besteht und der Umlaut in aller Regel nicht zu den Ablautphänomenen gerechnet wird.

## Ablaute im Sanskrit
Panini, der Verfasser der ersten Sanskrit-Grammatik, ging von der Nullstufe als Grundstufe aus und bezeichnete die Vollstufe als Guṇa (hoher Grad) und die Dehnstufe als Vṛddhi (Wachstum).
Sanskrit-Wörterbücher, die meistens entsprechend den Wurzeln aufgebaut sind, enthalten in der Regel die Nullstufe der Wurzel als Eintrag. Neben den Vokalen a/ā, i/ī, u/ū und den Diphthongen o/au und e/ai tauchen auch die Halbvokale y und v auf, außerdem verwendet das Sanskrit die sonanten Liquide ṛ und ḷ, und auch die Nasale m und n können vokalische Funktion haben.
Das Sanskrit kennt 15 Ablautreihen:
|      | Nullstufe                                                    | Guṇa                                     | Vṛddhi                         |
| ---- | ------------------------------------------------------------ | ---------------------------------------- | ------------------------------ |
| I    | - upab-daḥ („Getrampel“)                                     | a padyate („er geht“)                    | ā pādaḥ („der Fuß“)            |
| II   | i/y jitaḥ („besiegt“)                                        | e/ay jetā („der Sieger“)                 | ai/āy ajaiṣam („ich besiegte“) |
| III  | u/v śrutaḥ („gehört“)                                        | o/av śrotā („der Hörer“)                 | au/āv aśrauṣīt („er hörte“)    |
| IV   | ṛ/r bhṛtaḥ („getragen“)                                      | ar bharati („er trägt“)                  | ār bhāraḥ („die Last“)         |
| V    | ḷ/l kḷptaḥ („gefügt“)                                        | al kalpate („es fügt sich“)              | āl ?                           |
| VI   | a/m gacchati („er geht“) jagmiva („wir beide sind gegangen“) | am agamat („er ging“)                    | ām ?                           |
| VII  | a/n rājñā („durch den König“ Instr.)                         | an rājan („O König“ Vok.)                | ān rājānam („den König“ Akk.)  |
| VIII | i/- sthitaḥ („gestanden“)                                    | ā tiṣṭhāmi („ich stehe“)                 | -                              |
| IX   | ī gītaḥ („gesungen“)                                         | ā(i)/āy gāyati („er singt“)              | -                              |
| X    | ū                                                            | ā(u)/āv                                  | -                              |
| XI   | ī/(i)y                                                       | ayi/ay                                   | -                              |
| XII  | ū/(u)v bhūtaḥ („geworden“)                                   | avi/av bhavitum („werden“)               | -                              |
| XIII | īr/ūr/ir/u tīrṇaḥ („übergesetzt“)                            | ari/ar tarati („er setzt über“)          | -                              |
| XIV  | ā(m) dāmyati („er bändigt“)                                  | ami/am damaḥ („der Bändiger“, Eigenname) | -                              |
| XV   | ā jāyate („er wird geboren“)                                 | ani/an janitum („erzeugen“)              | -                              |

## Ablaut im Litauischen
Im Litauischen werden drei Ablautreihen unterschieden, wobei nicht immer alle Abstufungen bei den Wörtern auftreten.
| Reihe | Normalstufe                                                                                              | Dehnstufe   | Abtönung           | Dehnstufe und Abtönung | Dehnstufe und Abtönung | Nullstufe                              | Kommentare                                                           |
| ----- | --- | ----------- | ------------------ | ---------------------- | ---------------------- | -------------------------------------- | -------------------------------------------------------------------- |
| I.    | e | ė           | a                  | o                      | uo                     | i (į)                                  |                                                                      |
| I.    | žélti „sprießen“                                                                                         | žėlė        | žalias „grün“      | žolė „Gras“            | -                      | -                                      | Die Nullstufe tritt hier nicht auf, weil Liquida oder Nasale fehlen. |
| I.    | | ėda „Essen“ |                    |                        | uodas „Mücke“          | -                                      | Die Nullstufe tritt hier nicht auf, weil Liquida oder Nasale fehlen. |
| I.    | Durch Nasalierungen entstand die Reihe ę, ą, į, wobei diese Vokale heute lang und nicht mehr nasal sind. |             |                    |                        |                        |                                        |                                                                      |
| I.    | gręžti                                                                                                   |             | grąžìnti           |                        |                        | grįžti                                 |                                                                      |
| I.    | Neben r und l wurde ein i eingeschoben, d. h. ir, ri, yr, ry, il, li usw.                                |             |                    |                        |                        |                                        |                                                                      |
| I.    | berti „schütten“                                                                                         | bėrė        | barstyti „streuen“ |                        |                        | bìrti, byra (bįra) „geschüttet werden“ |                                                                      |

| Reihe | Normalstufe               | Dehnstufe | Abtönung              | Nullstufe         |                                  |                  | Kommentare |
| ----- | ------------------------- | --------- | --------------------- | ----------------- | -------------------------------- | ---------------- | ---------- |
| II.   | ei (ej)                   | ėj        | ai (aj)               | i                 | y                                | ie               |            |
| II.   | sneigėti „stark schneien“ |           | snaigė „Schneeflocke“ | snìgti „schneien“ | snyguriuoti „ein wenig schneien“ | sniegas „Schnee“ |            |

| Reihe | Normalstufe oder Abtönung | Nullstufe                   |                                                    | Dehnstufe |       | Kommentare |
| ----- | ------------------------- | --------------------------- | -------------------------------------------------- | --------- | ----- | ---------- |
| III.  | au                        | u                           | ū                                                  | uo        | ov    |            |
| III.  | laukti „warten“           | lùktelėti „bisschen warten“ | palūkėti „eine Weile warten“ lūkuriuoti „abwarten“ |           |       |            |
| III.  | kráuti „laden; stapeln“   |                             | krūvà „Haufen“                                     |           | króvė |            |

Allerdings treten außerdem so genannte Ablautentgleisungen auf, wobei diese darin bestehen, dass die i-Stufe ohne folgende Liquida oder Nasal auftritt.
- teškia, tėškė (tėkšti „spritzen; schlagen, klopfen; werfen“), taškyti „spritzen“, tìško (tìkšti „spritzen“), tyška „spritzt, spritzen“